# エトランゼ (松田聖子のアルバム)
『エトランゼ』は、松田聖子の通算38枚目のコンピレーション・アルバム。2012年5月30日にソニー・ミュージックダイレクトから発売された。

## 解説
「世界の旅」をテーマに選曲されたコンピレーション・アルバム。リゾートや大自然を旅する「Resort & Nature編」、世界の都市を巡る「Urban編」で構成される。
代表曲からマイナーな曲まで幅広く選曲されている。現・ユニバーサルシグマの曲も3曲収録されている（「ルツェルンの畔で」「エメラルド海岸」「上海ラヴソング」）など、レーベルの垣根を越えて選曲されている。

## 収録曲

### Disc 1 Resort & Nature編
1. 〜南太平洋〜 サンバの香り
『SQUALL』収録曲。
2. 青い珊瑚礁
3. パイナップル・アイランド
『Pineapple』収録曲。
4. パシフィック
『プルメリアの伝説』収録曲。
5. 天国のキッス(extra version)
6. プルメリアの花
『プルメリアの伝説』収録曲。
7. MAUI
『Windy Shadow』収録曲。
8. いそしぎの島
『Tinker Bell』収録曲。
9. SUNSET BEACH
『Pineapple』収録曲。
10. Morning Beach 〜Spring Lakeにて
『We Are Love』収録曲。
11. エメラルド海岸
『永遠の少女』収録曲。
12. 雨のリゾート
『風立ちぬ』収録曲。
13. Caribbean Wind
『カリブ・愛のシンフォニー』収録曲。
表記はないがシングル音源ではなくサウンドトラック。
14. 密林少女
『Tinker Bell』収録曲。
15. Africa
『We Are Love』収録曲。
16. セイシェルの夕陽
『ユートピア』収録曲。

### Disc 2 Urban編
1. 時間旅行
『SUPREME』収録曲。
歌詞はこれから海外に発つ内容。
2. マンハッタンでブレックファスト
『Windy Shadow』収録曲。
舞台はニューヨーク・マンハッタン。
3. チェルシー・ホテルのコーヒー・ハウス
『SUPREME』収録曲。
舞台はニューヨーク。
4. 雨のコニー・アイランド
『SUPREME』収録曲。
舞台はニューヨーク・ブルックリン。
5. 薔薇とピストル
『Windy Shadow』収録曲。
6. マイアミ午前5時
『ユートピア』収録曲。
舞台はフロリダ・マイアミ。
7. Mulholland Drive Café
『We Are Love』収録曲。
舞台はカリフォルニア・ムルホランド。
8. 上海倶楽部
『SUPREME』収録曲。
舞台は中国・上海。
9. 上海ラヴソング
前曲に続いて上海が舞台。
10. 旅立ちはフリージア
歌詞は電車で旅をする内容。
11. 白い夜
『SUPREME』収録曲。
舞台はデンマーク・コペンハーゲン。
12. シェルブールは霧雨
『Strawberry Time』収録曲。
舞台はフランスの港町シェルブール。
13. ブルージュの鐘
『Candy』収録曲。
舞台はベルギーの水の都ブルージュ。
14. ルツェルンの畔で
「Touch the LOVE」カップリング曲。
アルバム初収録。
舞台はスイス・ルツェルン。
15. Marrakech〜マラケッシュ〜
舞台はモロッコ・マラケシュ。
16. Wing
『Canary』収録曲。
歌詞は海外から戻る内容。